# The Dales (Božićni otok)
Dales je močvarno područje smješteno na zapadnom kraju Božićnog otoka, australskog vanjskog teritorija u istočnom Indijskom oceanu. Područje je prepoznato kao područje od međunarodne važnosti prema Ramsarskoj konvenciji o močvarama.
Dales je bio prvo mjesto gdje su Europljani kročili na Božićni otok 1688. godine, tijekom ekspedicije Williama Dampiera. Danas Dales posjećuju lokalno stanovništvo i turisti radi razgledavanja. Jedna od podstranica, Hugh's Dale, ima religijsko značenje za budiste kineskog podrijetla.

## Opis
Lokacija se sastoji od sustava od sedam vodotoka unutar Nacionalnog parka Božićni otok, uključujući stalne i višegodišnje potoke, stalne izvore, vodopad Hugh's Dale i većinu površinskih voda na otoku. Mjesto je smješteno unutar tropske prašume i graniči s obalom. Potoci potječu iz procjeđivanja podzemnih voda i ulijevaju se u ocean nakon što su se s vremenom uvukli u vododerine u obalne litice. Određeno je 21. listopada 2002. kao Ramsarsko područje 1225 i prvo je australsko Ramsarsko područje koje sadrži i površinske i podzemne krške značajke. Površina Ramsarskog područja je oko 57 ha. Također je bilo uvršteno u imenik važnih močvarnih područja u Australiji prije 2001.
Zanimljive geološke značajke Dalesa su sedrene i obodne formacije Hugh's Dalea i jaruge Sydney's Dalea, koja bliže moru postaje duboka do 12 m i široka 9 m.

## Biljke i životinje
Mjesto sadrži jedinstveni nasad golemih stabala tahićanskog kestena (Inocarpus fagifer). Sydney Dale je zabilježeno mjesto za kritično ugroženu endemsku paprat, Asplenium listeri. Različiti tipovi močvarnih staništa u Dolinama podržavaju populacije endemskih i ugroženih životinja, uključujući riđoglavu ćukušu (Ninox natalis), jastreba Tachyspiza fasciata natalis (Tachyspiza fasciata natalis, podrvrta australskog jastreba), crnokrilu blunu (Papasula abbotti), rovku Crocidura trichura i sljepušku Božićnog otoka (Ramphotyphlops exocoeti). Obalna staništa unutar područja pružaju mjesta za razmnožavanje i mriješćenje crvenih (Gecarcoidea natalis) i plavih rakova (Tuerkayana hirtipes). Glavna prijetnja mjestu dolazi od unesenih vrsta, posebno žutog ludog mrava (Anoplolepis gracilipes) i izgradnje prihvatnog centra za useljenike u blizini, iznad izvora.

## Pristup
Cesta do parkirališta na lokaciji je samo za vozila sa pogonom na 4 kotača. Postoje pješačke staze od parkirališta do Hugh's Dale i Anderson's Dale, s interpretativnim znakovima za posjetitelje.

## Vanjske poveznice
|  | Zajednički poslužitelj ima još gradiva o temi The Dales (Božićni otok) |